# 徐昭佩
徐 昭佩（じょ しょうはい、? - 549年）は、南朝梁の元帝蕭繹の妃。元帝の即位以前に死去している。本貫は東海郡郯県。

## 経歴
侍中・信武将軍の徐緄（徐孝嗣の子）の娘として生まれた。天監16年（517年）12月、湘東王妃となった。武烈世子蕭方等と益昌公主蕭含貞を生んだ。貞恵世子蕭方諸の母の王氏が元帝の寵愛を受けていたが、王氏が死去すると元帝は徐妃のせいにした。蕭方等が死去すると、徐妃は病がちになった。太清3年（549年）5月、罪を問われて自殺を迫られ、井戸に身を投げて死去した。江陵の瓦官寺に葬られた。元帝は『金楼子』に彼女の淫行を書かせた。

## 伝説
徐妃は容姿が醜く、元帝は2・3年に1回しか入室しなかった。元帝は片眼だったので、徐妃は元帝がやってくると知ると、半面を化粧して待ったため、元帝は激怒して部屋を出た。徐妃は酒を好み、よく深酒していて、元帝が私室に帰ると、衣中に吐きもどした。徐妃は荊州の後堂瑤光寺の智遠道人と私通した。ひどく嫉妬深く、元帝の寵愛を受けない妾とは酒杯を交わして仲良くした。元帝の子を宿した者がいると分かると、手ずから刃傷を加えた。元帝の側近の曁季江の容姿が美しかったので、またこれと姦通した。曁季江は徐妃の老いらくの情に困惑して嘆いた。ときに賀徽という者の容姿が美しいことで知られたが、徐妃は賀徽を普賢尼寺に召して、白角の枕頭で詩を贈答しあった。

## 伝記資料
- 『梁書』巻7 列伝第1 皇后
- 『南史』巻12 列伝第2 后妃下